# Rochester (Illinois)
Rochester – wieś w Stanach Zjednoczonych, w stanie Illinois, w hrabstwie Sangamon.